# École pour l'informatique et les nouvelles technologies
École pour l'informatique et les nouvelles technologies (EPITECH), fondată în 1999, este o universitate tehnică de informatică din Le Kremlin-Bicêtre, Bordeaux, Rennes, Marsilia, Lille, Lyon, Montpellier, Nancy, Nantes, Nisa, Strasbourg, Toulouse, Saint-André (Réunion) (Franța).

## Secții
- Expert

Domeniu: Informatică
- Masterat în administrarea afacerilor